# Bamberški jezdec
Bamberški jezdec (nemško Der Bamberger Reiter) je kamniti konjeniški kip iz zgodnjega 13. stoletja, anonimnega srednjeveškega kiparja v Bamberški stolnici v Nemčiji.

## Opis
Izhaja verjetno iz časa pred posvetitvijo nove stavbe stolnice leta 1237, a po letu 1225 je nameščen na konzoli ob severnem stebru kora sv. Jurija. Ni znano ali je to predvideni položaj kipa čeprav se zdi, da je osnova izvirna in bi ga struktura baze odvrnila od premikanja .

## Razlaga
Ker stoji v cerkvi in prikazuje okronanega, še neoboroženega človeka, se verjame, da predstavlja specifičnega kralja, morda tistega, ki je bil svetnik. Kandidat je cesar Henrik II. Sveti (973–1024), ki je pokopan v stolnici skupaj s papežem Klemenom II., verjetno pa bi bil prikazan s cesarskimi regalijami. Druga možnost je njegov zet, ogrski kralj Štefan I. (975–1038), ki ustavi svojega konja in pogleda proti Henrikovemu grobu. Naslednja teorija daje prednost cesarju Frideriku II., takratnemu svetemu rimskemu cesarju, ki je financiral velik del obnove stolnice . Še ena teorija, ki jo podpira Hannes Möhring z univerze v Bayreuthu, pravi, da figura predstavlja Mesijo v skladu s Knjigo Razodetja (Raz 19,11–16). Leta 2014 je popis kipov v stolnici povzročil teorijo, da se je začel projekt za veliko kiparsko steno za vzhodnem koru in opuščen, potem ko je bilo dokončanih le nekaj kipov; v ta predlog se ujemata še dve nenavadni skulpturi v cerkvi. Po rekonstrukciji naj bi bil konjenik eden od treh modrecev v prizoru, ki prikazuje Jezusovo rojstvo, njegov obrnjen pogled sledi Betlehemski zvezdi. 
Velja za prvi monumentalni konjeniški kip od klasične antike in tudi eden prvih, ki prikazuje konjske podkve. Sprednja kopita konja so nad eno izmed mnogih kiparskih predstav Zelenega človeka. Kathleen Basford v svojem preučevanju teh figur imenuje tega Zelenega človeka 'temni ustreznik' konjeniku.
Stefan George je napisal pesem o konjeniku .  Njegovo delo je vplivalo na Clausa Schenka, grofa von Stauffenberga , potencialnega atentatorja na Hitlerja, ki je bil član konjeniške enote Bamberger Reiter- und Kavallerieregiment 17 (17. konjeniški polk).
Najnovejša teorija razume Bamberškega jezdeca kot preostanek ostanka zdaj izgubljene korne pregrade Bamberške stolnice. [19] [20] Sam jezdec je zadnji izmed treh modrecev z Orienta in del vgrajene skupine skulptur na korni pregradi s temo Čaščenje kraljev ali celotnega Jezusovega rojstva in od odstranitve. V prid temu je, da je upodobljena oseba prikazana kot popotnik na konju, z baldahinom in kot kralj s krono, sicer pa brez identifikacijskih atributov, katerih identiteta je bila prvotno jasno razložene z drugimi figurami. Pogled v daljavo bi potem veljal za Betlehemsko zvezdo, mesto, prikazano na baldahinu, bi bil Betlehem ali kot pokazatelj obiska Heroda v Jeruzalemu.
Deloma skulptura prikazuje tudi simbolično predstavo celotnega sveta. Demon, prikazan na konzoli tik pod podstavkom kot listna maska, predstavlja podzemlje; nad njo prihajajo rastlinski svet, živalski svet, nato človeški in končno tudi baldahin kot simbol nebeškega Jeruzalema.